# سينابتوبودين 2
بروتين الميوبودين (والمعروف أيضًا باسم سيناتوبودين-2)، هو بروتين مشفر بواسطة جين SYNPO2 في البشر. يُظهر هذا البروتين في أنسجة العضلات القلبية والعضلات الملساء والهيكل العظمي، ويتمركز في الغالب في هياكل القرص Z. داخل هذه الأنسجة.